# HMS Anthony (H40)
Pour les autres navires du même nom, voir HMS Anthony.
Le HMS Anthony est un destroyer de classe A de la Royal Navy.

## Histoire
Il est déployé au sein de la 18e flottille de destroyers à l'île de Portland au début de la Seconde Guerre mondiale et sert dans la Manche et les atterrages occidentaux. En novembre, l’Anthony est transféré au sein de la 23e flottille de destroyers, opérant sur la côte est. En janvier 1940, lui et ses sister-ships Achates and Arrow escortent le cuirassé Royal Sovereign sur une partie du chemin vers Halifax. L’Anthony est transféré à Portsmouth en mars, rejoignant la 16e flottille de destroyers, et le 26 mai participe à l'évacuation de Dunkerque. Il sauve 3 054 soldats en quatre aller-retours, mais le 30 mai, il subit des dommages lors d'une attaque aérienne et doit rester au port pour des réparations. Il revient au service avec la flottille en juin, maintenant basée à Harwich. Affectée à la Home Fleet, il effectue des escortes de convois et des fonctions anti-sous-marines, se déplaçant pour rejoindre la 12e flottille de destroyers à Greenock en septembre. Le 27 septembre, il récupère des survivants du paquebot torpillé City of Benares.
En novembre, l’Anthony fait partie du 4e groupe d'escorte et reste actif dans les atterrages occidentaux. En février, il est endommagé lors d'un raid aérien sur la navigation dans la Clyde, mais est retourne au service au sein de la 3e flottille de destroyers en décembre. Il passe les mois suivants à escorter des navires impliqués dans des opérations de pose de mines et, le 23 mai, fait partie de l'escorte du croiseur de bataille Hood et du cuirassé Prince of Wales alors qu'ils suivaient le cuirassé allemand Bismarck. Il se détache pour faire le plein en Islande le 24 mai et manque la bataille du détroit de Danemark quand le Hood est coulé, mais rejoint le Prince of Wales. Suivent d'autres fonctions d'escorte, avec des opérations au large des côtes norvégiennes en juillet et août, y compris la participation à l'opération Gauntlet, le raid sur Spitsberg le 19 août.
Le 29 août, l’Anthony fait partie du convoi PQ 1 vers la Russie et couvrait également le convoi de retour QP 1 avec le navire-citerne RFA Black Ranger. Après un réaménagement dans le Humber, il part à Gibraltar en janvier 1942, escortant des convois de la Clyde à Gibraltar et en retour, et couvrant les navires de guerre effectuant des livraisons de Spitfire à Malte.
Fin mars, il est nommé pour rejoindre la Force H pour soutenir la bataille de Madagascar. À un moment crucial de l'opération Ironclad, la principale force de débarquement britannique est retenue à l'ouest de Diego Suarez par la résistance de l'armée de Vichy. L'impasse est brisée lorsque l'amiral Edward Neville Syfret envoie l’Anthony pour se précipiter devant les défenses du port d'Antsiranana et débarquer 50 Royal Marines dans la zone arrière de Vichy. Les Marines rompent la défense de Vichy et prend la ville le 7 mai.
L’Anthony revient en Méditerranée. En septembre, il escorte le Royal Sovereign aux États-Unis, retournant dans les eaux européennes en octobre comme escorte pour les convois de troupes pour l'opération Torch. L’Anthony est réaménagé fin 1942 et déployé au sein de la 13e flottille de destroyers début 1943, passant la première moitié de l'année à escorter des convois le long de la côte ouest-africaine et en Méditerranée occidentale. Il soutient l'opération Husky, l'invasion de la Sicile, en juillet puis continue les escortes. Le 24 février 1944, lui, le Wishart, un Catalina du No. 202 Squadron RAF, un Ventura du VB-127 USN/B-46 et deux Catalina du VP-63 USN/P-14 & 15 coulent le sous-marin allemand U-761 à l'ouest de Gibraltar. L’Anthony retourne en Grande-Bretagne en septembre, escortant des convois dans les atterrages occidentaux et la Manche. Le 24 décembre 1944, lui et le Brilliant escortent le navire de troupes Léopoldville, quand le Léopoldville est torpillé et coulé par l'U-486 avec de lourdes pertes en vies humaines.
Début 1945, l’Anthony est converti en un navire cible aérien, pour former de nouveaux équipages à l'identification des navires de guerre et aux méthodes d'attaque. Il remplit ce rôle pour le reste de la guerre et jusqu'en janvier 1946. L’Anthony est réduit à la réserve le 27 mars 1946 et mis à disposition. Il est réactivé en septembre et sert pour des essais de contrôle des dommages jusqu'en février 1948. Il est vendu pour la ferraille le 21 février et est remorqué au chantier de démolition de BISCO à Troon en mai 1948.